# بنی قلیس (روستا)
 بنی قلیس  (در عربی:  بَنی قُلیس  )
نام روستایی است در دهستان القُلیس از توابع استان استان صَنعاء در کشور یمن در شبه جزیره عربستان.

## جمعیت
جمعیت آن (۴۵ ) نفر (۵ خانوار) می‌باشد.